# MAKHNO Studio
MAKHNO Studio est un studio d’architecture, de design et de céramique ukrainien, fondé en 2003 par Serhii Makhno et situé à Kyiv, en Ukraine. Sa philosophie combine l’héritage culturel ukrainien avec l’art contemporain, des matériaux naturels et des éléments futuristes.

## Informations
MAKHNO Studio a débuté en 2003 en tant que cabinet d'architecture à Kyiv, puis s'est transformé, sous la direction de Serhii Makhno, en un studio multidisciplinaire intégrant également un atelier de céramique, élément essentiel de son identité,.

### Style et philosophie
MAKHNO Studio introduit la philosophie wabi-sabi dans l’architecture et le design en Ukraine. Cette esthétique japonaise se concentre sur la beauté de l'imperfection, la naturalité des matériaux et la simplicité des formes. Serhii Makhno a adapté cette approche au contexte ukrainien en utilisant des artisanats traditionnels, en particulier la céramique, et des matériaux naturels comme le bois, l'argile et la pierre. En plus des influences japonaises, l'héritage culturel ukrainien est un élément clé dans le travail du studio, qui intègre l'art populaire et l'architecture traditionnelle dans des projets modernes, valorisant l'artisanat et l'esthétique locale.

## Reconnaissance et récompenses
En 2017, le studio a présenté le projet «Transformation. Silence» lors de la Paris Design Week et de la Dutch Design Week à Eindhoven, aux Pays-Bas. En janvier 2019, MAKHNO Studio a participé au salon Maison&Objet dans le pavillon collectif de l’Ukraine avec le projet «UkrSavanna», où la lampe KHMARA, conçue par Serhii Makhno, a été sélectionnée comme l’une des principales tendances. En avril 2019, le studio a présenté le projet «Inside.Out» au Salone Internazionale del Mobile, où une composition de meubles et de lampes en céramique a été reconnue comme une tendance majeure de l'exposition par ArchDaily.
En 2024, les œuvres de MAKHNO Studio ont été exposées lors du spectacle immersif Wayne Enterprises Experience, produit par Warner Bros. Discovery Global Consumer Products, DC et Relevance International’s Brand Experience & Partnerships, à l'occasion du 35e anniversaire de la franchise Batman. Les pièces conçues par MAKHNO Studio ont été utilisées pour recréer le manoir de Bruce Wayne.
Au cours de sa carrière, MAKHNO Studio a reçu de nombreux prix internationaux, notamment Best of the Best du Red Dot Design Award, The Architecture MasterPrize, les Best of Year Awards du magazine Interior Design, les IIDA Global Excellence Awards, les IDA Awards, le Restaurant & Bar Design, les International Property Awards, les SBID International Design Awards, entre autres.

### Chronologie des récompenses
- 2024 : SBID Awards: Osonnia Apartment [19];
- 2024 : French Design Awards: 8Sun Resort, Kaji Gallery [20],[21];
- 2024 : Big See Interior Design Award: Kyoto House, Zemlya [22],[23];
- 2024 : Red Dot Design Award: Quadropod [24];
- 2022 : Best of Year Award de Interior Design: Mureli House [13];
- 2021 : Elle Decoration International Design Awards Ukraine: mention spéciale pour Plan B [25];
- 2021 : The Architecture MasterPrize: «Design de l’Année» et première place pour Plan B [26];
- 2021 : IDA Awards: Plan B [15];
- 2021 : Big See Interior Design Award: Grand Prix pour Shkrub House et Lampe Khmara [27],[28];
- 2020 : IIDA Global Excellence Award: Shkrub House [14];
- 2020 : SBID Awards: Shkrub House et Futago [18],[29];
- 2020 : A' Design Award: Shkrub House [30];
- 2019 : Restaurant & Bar Design Award: Fujiwara Yoshi [16];
- 2019 : SBID Awards: Academy Dtek et Fujiwara Yoshi [31],[32];
- 2018 : IDA Awards: Wabi Sabi Apartment [33];
- 2018 : The Architecture MasterPrize: Wabi Sabi Apartment [12];
- 2017 : Red Dot Design Award: Flapjack et Tetrapod[11].

## Engagement social
En 2023, le studio a conçu un abri de transport public servant également de refuge, créé grâce à la technologie d'impression 3D. Plus tard, à la fin de cette année, MAKHNO Studio a lancé une campagne de bienfaisance pour soutenir la maison familiale «Dacha», gérée par la Fondation de bienfaisance «Zapóruka», qui aide les enfants gravement malades en traitement.
En 2024, l’équipe du studio a participé à la reconstruction de l’école secondaire de Lykhachiv dans la région de Tchernihiv, détruite lors des bombardements russes en mars 2022. L'école, construite en 1927, a été restaurée en utilisant des techniques traditionnelles de construction en terre.